# 1998 UR16
1998 UR16 är en asteroid i huvudbältet som upptäcktes den 26 oktober 1998 av den kroatiska astronomen Korado Korlević vid Višnjan-observatoriet.
Asteroiden har en diameter på ungefär 12 kilometer och den tillhör asteroidgruppen Themis.